# Dulcigno
Dulcigno (in montenegrino Ulcinj / Улцињ, /'ultsiɲ/; in albanese Ulqini) è una città del Montenegro di 19.921 abitanti (2011), in maggioranza albanesi. È capoluogo del comune omonimo, situato nell'estremità meridionale della Dalmazia, sulla costa adriatica.
Di antichissime origini, la città è stata fondata intorno al V secolo a.C. dagli Illiri e fu successivamente romana e poi bizantina. Fu sede vescovile dal IX al XVI secolo. Nel Medioevo fu conquistata dagli Slavi meridionali, dalla Repubblica di Venezia e infine, nel 1578, dagli Ottomani. Dulcigno è oggi una popolare meta turistica per le sue spiagge come Velika Plaža e Ada Bojana e per il suo centro storico medioevale. È il principale centro della minoranza albanese in Montenegro.

## Geografia fisica
Dulcigno è la città più a sud di tutto il Montenegro e si trova a 80 km a sud dalla capitale Podgorica e a una decina di km dalla frontiera con l'Albania, segnato dal corso e dalla foce del fiume Boiana. Il centro storico della cittadina, Kalaja, sorge su un promontorio affacciato sul mare Adriatico.

## Etimologia
Fondatata dagli illiri, anticamente era conosciuta dai suoi colonizzatori con i toponimi di Ουλκίνιον (Oulkinion) in greco antico e di Olcinium in latino.
Nel Medioevo era impiegato il toponimo volgare Ulcinium, mentre dai veneziani era conosciuta come Dulcigno.
In seguito poi in turco Ülgün e dagli slavi Ulcinj, mentre è stata chiamata sempre dai suoi abitanti in albanese Ulqin.

## Storia
L'origine della città sarebbe da ricercarsi nell'insediamento di Colchinium, situato ad ovest rispetto all'odierna Dulcigno, e fondato da colonizzatori provenienti dalla Colchide. Fu assediata dagli Illiri che la ribattezzarono Ulkinon da ulk (lupo). Dopo la sconfitta del re Genzio in occasione della terza guerra illirica, i Romani penetrarono nella regione e, nel 163 a.C., conquistarono Dulcigno che ribattezzarono Olcinum. Sotto la dominazione romana ricevette dapprima lo status di oppidium civium Romanorum e successivamente quello di municipium. Nell'VIII secolo divenne sede episcopale, mentre nel 1010 lo zar Samuele di Bulgaria tentò inutilmente di conquistare la città. Dulcigno venne conquistata dal principe Stefano Nemanja e rimase sotto il controllo serbo sino al 1360 quando divenne possesso della famiglia Balšić. Fu conquistata dai Veneziani nel 1420 ed incorporata nell'Albania Veneta.
Nel XVI secolo vi nacque lo scultore Jacopo Bianchi, o Giacomo Bianchi, che fu attivo in Romagna, in particolare a Forlì.
Nel 1571 fu conquistata dagli Ottomani sotto il cui dominio divenne uno dei principali centri della pirateria e del commercio di schiavi nel Mediterraneo. Nel 1666 vi venne esiliato, l'agitatore politico-religioso Sabbatai Zevi, il quale morirà a Dulcigno, solo e dimenticato, dieci anni dopo. Nel 1722 fu occupata brevemente dai Veneziani. Il 19 gennaio 1878, durante la guerra russo-turca, venne occupata dai Montenegrini. Il trattato di Berlino tuttavia assegnò Dulcigno nuovamente ai Turchi. A causa dell'insurrezione scatenata delle comunità albanesi di Gusinje e Plav, che invece si erano ritrovate sotto la nuova sovranità montenegrina, venne deciso di lasciare quest'ultimi due centri all'Impero ottomano e di cedere come compensazione proprio Dulcigno. I Turchi accettarono la proposta, tuttavia al 1880 Dulcigno non era stata ancora sgomberata. Pertanto, il 26 agosto dello stesso anno, venne inviata nelle acque antistanti la cittadina una squadriglia navale internazionale capitanata da Lord Alcester che persuase gli Ottomani a rispettare gli accordi e ad abbandonare Dulcigno che venne così annessa al Principato del Montenegro il 30 novembre.
Durante la prima guerra mondiale venne occupata dagli Austroungarici nel gennaio 1916, al termine della campagna del Montenegro. Il 4 novembre 1918 fu conquistata dalla Regia Marina, successivamente integrata all'interno del neonato Regno dei Serbi, Croati e Sloveni, nel 1929, fu inclusa nella banovina della Zeta.
Nel 1941, dopo l'invasione della Jugoslavia da parte delle forze dell'Asse, Dulcigno venne annessa all'Albania fascista.

## Monumenti e luoghi d'interesse

### Architetture militari
- Fortezza di Dulcigno

### Architetture religiose
- Chiesa-moschea di Dulcigno
- Moschea Bregu
- Moschea Lami
- Moschea dei Marinai
- Moschea Namazgjahu
- Moschea del Pascià
- Torre dell'Orologio, costruita nel 1754.

## Società

### Evoluzione demografica
Dulcigno costituisce il maggior centro albanofono del Montenegro.
La città ha una popolazione di 10.828 abitanti, di cui la maggioranza di etnia e lingua albanese e di religione musulmana (sunniti e bektashi) o cristiano-cattolica (la città albanese più vicina, Scutari, è il principale centro cattolico dell'intera Albania).
Popolazione per etnia (censimento 2011):
|              |              |  |        |        |
| ------------ | ------------ |  | ------ | ------ |
| Albanesi     | Albanesi     |  | 60%    | 60%    |
| Montenegrini | Montenegrini |  | 12,44% | 12,44% |
| Bosgnacchi   | Bosgnacchi   |  | 6,12%  | 6,12%  |
| Serbi        | Serbi        |  | 5,75%  | 5,75%  |
| Rom/Egiziani | Rom/Egiziani |  | 1,17%  | 1,17%  |
| altri        | altri        |  | 3,86%  | 3,86%  |

|              |              |  |        |        |
| ------------ | ------------ |  | ------ | ------ |
| Albanesi     | Albanesi     |  | 60,89% | 60,89% |
| Montenegrini | Montenegrini |  | 17,07% | 17,07% |
| Serbi        | Serbi        |  | 8,54%  | 8,54%  |
| Bosgnacchi   | Bosgnacchi   |  | 7,30%  | 7,30%  |
| Rom/Egiziani | Rom/Egiziani |  | 2,12%  | 2,12%  |
| altri        | altri        |  | 4,08%  | 4,08%  |

Popolazione per lingua madre (censimento 2011):
|              |              |  |        |        |
| ------------ | ------------ |  | ------ | ------ |
| Albanese     | Albanese     |  | 72,04% | 72,04% |
| Serbo        | Serbo        |  | 11,97% | 11,97% |
| Montenegrino | Montenegrino |  | 10,73% | 10,73% |
| Bosniaco     | Bosniaco     |  | 1,04%  | 1,04%  |
| altre        | altre        |  | 4,22%  | 4,22%  |

|              |              |  |        |        |
| ------------ | ------------ |  | ------ | ------ |
| Albanese     | Albanese     |  | 62,29% | 62,29% |
| Serbo        | Serbo        |  | 18,18% | 18,18% |
| Montenegrino | Montenegrino |  | 13,73% | 13,73% |
| Bosniaco     | Bosniaco     |  | 1,19%  | 1,19%  |
| altre        | altre        |  | 4,61%  | 4,61%  |

Popolazione per religione (censimento 2011):
|           |           |  |        |        |
| --------- | --------- |  | ------ | ------ |
| Musulmani | Musulmani |  | 71,82% | 71,82% |
| Ortodossi | Ortodossi |  | 14,88% | 14,88% |
| Cattolici | Cattolici |  | 11,02% | 11,02% |
| altri     | altri     |  | 2,28%  | 2,28%  |

|           |           |  |        |        |
| --------- | --------- |  | ------ | ------ |
| Musulmani | Musulmani |  | 68,15% | 68,15% |
| Ortodossi | Ortodossi |  | 22,65% | 22,65% |
| Cattolici | Cattolici |  | 6,45%  | 6,45%  |
| altri     | altri     |  | 2,75%  | 2,75%  |

## Sport
La principale società calcistica di Dulcigno è il Fudbalski klub Otrant-Olympic, mentre la maggiore società cestistica cittadina è il Košarkaški klub Ulcinj.

## Geografia antropica

### Località
Gran parte della popolazione è concentrata nel capoluogo, che con 10.828 abitanti rappresenta il 53% degli abitanti del comune, mentre nessun'altra località supera il migliaio di abitanti.
Il comune di Dulcigno comprende le seguenti 39 località: Ambula (Ambula), Bijela Gora, Bojke, Brajše, Bratica (Bratizza), Briska Gora (Monte Bria), Vladimir, Gornja Klezna, Gornji Štoj (Canneto Alto), Darza, Donja Klezna, Donji Štoj (Canneto Basso), Draginje (Draghigne), Zoganj (Sgagno), Kaliman, Kodre (Codra), Kolonza (La Colonza), Kosići, Kravari (Cravari), Kruta (Crutta), Krute, Kruče (Santa Croce di Dulcigno), Leskovac, Lisna Bore, Međreč, Mide, Možura (Mongioro), Pistula (Pistula), Rastiš, Reč (Rezzi), Salč (Salci), Sveti Đorđe (San Giorgio), Sukobin (San Calvino), Sutjel (Sant'Eligio), Ćurke, Dulcigno, Fraskanjel (Frascanello), Šas (Suacia) e Štodra .

## Amministrazione

### Gemellaggi
Dulcigno è gemellata con:
- Tirana
- Berat
- Durazzo
- Liesing (Vienna), dal 2008
- Sarajevo, dal 2009
- Lukavac, dal 2014
- Dečani, dal 2015
- Prizren
- Stamford (Connecticut)
- Distretto di Serik, dal 2014
- Užhorod
- Silvi, dal 2022[10]

## Galleria d'immagini
| - Dulcigno - I bastioni di Dulcigno - I bastioni di Dulcigno - Nel centro storico di Dulcigno - La spiaggia - Architettura ottomana - Strada con il monumento a Cervantes - Insegna trilingue |